# マルセイユ (お笑い)
マルセイユは、吉本興業所属のお笑いコンビ。2013年結成。よしもと漫才劇場に出演し、2023年4月より、ヨシモト∞ホールの看板芸人「ムゲンダイレギュラー」として活動している。セレッソ大阪応援隊。

## メンバー
津田 康平（つだ こうへい、1989年3月21日（36歳） - ）
ツッコミ（ネタによってはボケ）・ネタ作り担当。
大阪府富田林市出身、大阪府立長野高等学校卒業。身長177 cm、体重68〜70 kg。血液型はO型。
サッカー歴3年、野球歴9年、スイミングコーチ歴4年とスポーツ歴が長い。
趣味は映画鑑賞、フットサル、サッカー、野球。特技はどの五十音を言われてもサッカー選手の名前で返してその選手についての薄い情報を言えること、サッカー選手のプロフィールで誰か分かること。
NSC大阪校30期出身で、相方・別府より2年先輩。舞台衣装は蝶ネクタイ着用。
歌とダンスが苦手なことから、Berry Better!!に所属。青色担当。
私服ではハットを被りがち。なお、年々ブリム部分が大きくなっているといじられることが多い。黒が好きで黒い服が多い。
先輩の武智（スーパーマラドーナ）率いる武智軍団に属している。
唯一の持ちギャグは「おっつーだ!」。

別府 貴之（べっぷ たかゆき、1983年9月23日（41歳） - ）
ボケ（ネタによってはツッコミ）担当。
宮崎県東諸県郡国富町出身、放送芸術学院卒業。身長174 cm、体重80 kg。血液型はA型。
NSC大阪校32期出身。上阪したての頃は水玉れっぷう隊やテンダラーがアルバイトしていたショーパブで働いていた。
NSC入学以前は「横山ベップマサル」（後に「ベップマサル」に改称）というアマチュアコンビを組み、baseよしもとのプレステージ（オーディションライブ）に参加していた。
趣味は料理（別府飯）、映画鑑賞、ダンス、格闘技観戦、サイクリング。特技はショーダンス、剣道の素振り。特技のダンスは度々漫才のネタ中でも取り入れており、剣道三段。
大阪時代は梅田・難波・京橋の範囲であれば、タクシーに乗車できても自転車で移動していた。
「す〜ぐそうやって言うやろ～」という代表的なギャグを持つ。他には「絶対になっ!」「いい時代になったなぁ～」「かわいいやっちゃで」「切なーなるわ」などがあり、単独ライブ名に引用されることもある。
実母が「ハイヒール」というコンビで福岡を拠点にフリーで芸人をやっていた（先輩のハイヒールとは無関係）。
相方・津田への憧れから、スマホアプリを始めボディミストまですぐ津田の真似をする。
大阪B級グルメ部員。
料理好きで、得意料理はちっちゃいグラタン。
キャンプにハマっている。

## 略歴
NSCの先輩後輩によって結成。入学式の際に遅刻した別府が、当時にNSCのアシスタントを務めていた津田から怒られたことが最初の出会い。以降に話す機会はなかったものの、お互いそれぞれ別のコンビを組んで同じ年に解散。当時担当していた吉本の社員の勧めにより2013年10月、コンビを結成する。
コンビ名は、別府の希望でヨーロッパの都市名からとろうとしたがしっくりくるものがなく、ブラックマヨネーズのようにお互いの好きな言葉を足そうという運びになったところ別府が「ナポリ」、津田が「ターン」を選び「ナポリターン」と津田曰く「史上最高にダサい」名前になってしまい、コンビ名を提出する5分前へ迫り焦って適当に選んだ「マルセイユ」に決定したのが由来。
2023年3月31日を以て大阪・よしもと漫才劇場を卒業、同年4月から上京し東京へ活動拠点を移す旨を発表した。

## 出囃子
Zebrahead「Mental Health」

## 賞レースでの戦績

### M-1グランプリ
| 年度             | 結果         | エントリー No. | 会場                        | 日程           | 備考 |
| ---------------- | ------------ | -------------- | --------------------------- | -------------- | ---- |
| 2015年（第11回） | 3回戦進出    | 710            | [大阪] よしもと漫才劇場     | 10月27日（月） |      |
| 2016年（第12回） | 3回戦進出    | 2023           | [京都] よしもと祇園花月     | 10月20日（木） |      |
| 2017年（第13回） | 準々決勝進出 | 1225           | [大阪] メルパルクホール大阪 | 11月2日（木）  |      |
| 2018年（第14回） | 準々決勝進出 | 2196           | [大阪] なんばグランド花月   | 11月5日（月）  |      |
| 2019年（第15回） | 3回戦進出    | 1187           | [大阪] よしもと漫才劇場     | 10月29日（火） |      |
| 2020年（第16回） | 2回戦進出    | 2991           | [大阪] よしもと漫才劇場     | 10月27日（火） |      |
| 2021年（第17回） | 準々決勝進出 | 3772           | [大阪] なんばグランド花月   | 11月11日（木） |      |
| 2022年（第18回） | 準々決勝進出 | 2854           | [大阪] なんばグランド花月   | 11月15日（火） |      |
| 2023年（第19回） | 3回戦進出    | 1930           | [東京] KANDA SQUARE HALL    | 11月8日（水）  |      |
| 2024年（第20回） | 3回戦進出    | 2495           | [東京] KANDA SQUARE HALL    | 11月7日（木）  |      |

### その他
- 2015年3月 第4回 ytv漫才新人賞 第3位
- 2016年1月 第1回 上方漫才協会大賞 文芸部門賞・トータルコーディネイト賞
- 2016年2月MBSラジオ 上泉雄一のええなぁ! プレゼンツ 第3回 ガダルカナル杯優勝
- 2016年3月 漫才コント音ネタトーナメント「ウケタモンガチ4」優勝
- 2016年12月 第6回 MBSラジオ演芸 ヤングスネーク杯 優勝
- 2017年7月 第38回ABCお笑いグランプリ 準優勝
- 2017年12月『にちようチャップリン』お笑い王決定戦 優勝[8][9]
- 2018年1月 第53回 上方漫才大賞 新人賞ノミネート[10]
- 2018年9月 お笑いジャイアントキリング～しばり漫才王決定戦～ジャイアントキリング獲得[11]
- 2018年10月 第7回 関西演芸しゃべくり話芸大賞 グランプリ
- 2019年 第54回 上方漫才大賞 新人賞 ノミネート[12]
- 2023年 マイナビ Laughter Night 第9回チャンピオンLIVE進出
- 2024年 ツギクル芸人グランプリ2024 準優勝

## 出演

### テレビ
- 名門!モウカリマッカー学園 〜西梅田校新聞部〜（テレビ大阪、2019年1月 - 2020年3月）
- ちちんぷいぷい（毎日放送、2019年4月5日 - 2021年3月12日）
  - 2019年度は「（マルセイユのイチから挑戦） ヤッター商店街!」リポーター。
  - 2020年度は「マルセイユのあなたの代わりに試セイユ」リポーターと「金曜キッチン　プロにわがままムチャムーチョ」の進行役。
  - 放送最終週（2021年3月8 - 12日）に編成された「ちちんぷいぷい フィナーレウィーク」では、「ぷいぷいステッカー 貼ってッカー?」（21年半の放送期間中に累計で50万枚を配布したとされる「ぷいぷいステッカー」を貼っている場所からの生中継企画）のリポーターを5日とも担当。
  - 2020年3月までは、別府の地元にある宮崎放送でも同時ネット。「金曜キッチン」では津田がスタジオに顔を出しながら単独で進行していたのに対して、別府は「ムーチョさん」というキャラクターの声を放送中に当てていた。
- お笑い演芸館（BS朝日、2020年2月20日）
- なるみ・岡村の過ぎるTV（朝日放送テレビ） - 不定期出演
- 土曜はダメよ!（読売テレビ）
- 真夜中市場（関西テレビ）

### ラジオ
- マルセイユ・ゆりやんのまんげきミッドナイトフィーバー（MBSラジオ、2017年4月 ‐ 9月）
- まんげきミッドナイトフィーバー（MBSラジオ、2017年10月 ‐ 2018年3月）
- マルセイユの朝まで生まんげき（MBSラジオ、2018年4月 ‐ 2018年9月）
- WEST SIDE JUNK LAUGH NEXT (YES-fm、2018年10月- )
- 月1マルセイユの朝まで生まんげき（MBSラジオ、2018年10月 - 2019年3月、月1回放送）
- 笑い飯哲夫の喜喜喜喜喜喜喜喜怒哀楽ニュースシャワー（MBSラジオ、2019年10月17日[13] - ）津田のみ

### 映画
- 死に損なった男（2025年2月21日） - 金子プロの所属芸人 役[14]

### CM
- 関西電力「MOVE the KANSAI」編（2018年6月‐）

## 単独ライブ
- 2015年
  - 3月8日 「漫才ルーレット」（道頓堀ZAZA POCKET'S）
  - 5月18日 「漫才ルーレット～DUE～」（道頓堀ZAZA POCKET'S）
  - 7月14日 「漫才ルーレット～TROIS～」（道頓堀ZAZA POCKET'S）
  - 9月18日 「漫才ルーレット～QUATRE～」（道頓堀ZAZA HOUSE）
  - 11月24日 「漫才ルーレット～CINQ～」（道頓堀ZAZA POCKET'S）
- 2016年
  - 1月27日 「漫才ルーレット～SIX～」（道頓堀ZAZA HOUSE）
  - 3月20日   ｢漫才ルーレット～SEPT～｣（道頓堀 ZAZA HOUSE）
  - 3月21日   ｢マルセイユ津田ソロライブ HAPPY BIRTHDAY TO ME!!｣（ZAZA POCKET'S）
  - 5月29日 「漫才ルーレット〜HUIT〜」（道頓堀ZAZA HOUSE）
  - 7月23日「漫才ルーレット〜NEUF〜」(よしもと漫才劇場）
  - 8月28日 マルセイユ津田のソロライブ「すぐそうやって言わんやろ〜?」（道頓堀ZAZA POCKET'S）
  - 9月2日「漫才ルーレット～DIX～」（道頓堀ZAZA HOUSE）
  - 11月12日「漫才ルーレット～onze～」（よしもと漫才劇場）
- 2017年
  - 1月18日「津田のソロライブ...絶対にな!」（道頓堀ZAZA POCKET'S）
  - 3月25日 マルセイユ津田のソロライブ「来てくれな切なーなるわ!」（道頓堀ZAZA POCKET'S）
  - 4月8日「マンザーイルーレット〜コントも添えて〜」（よしもと漫才劇場）
  - 5月5日 マルセイユ津田のソロライブ「いい時代になったなぁ〜」（道頓堀ZAZA POCKET'S）
  - 5月7日 大自然白井とマルセイユ別府のトークライブ「壁ドン!!」（道頓堀ZAZA POCKET'S）
  - 12月2日 マルセイユ単独ライブ「Last Dance」（よしもと漫才劇場）
- 2018年
  - 4月29日 マルセイユ単独ライブ「RESTART」（よしもと漫才劇場）
  - 7月8日 マルセイユ単独ライブ｢PRELUDE｣（よしもと漫才劇場）
  - 8月5日 マルセイユ東京単独ライブ「CONNECT」（ルミネtheよしもと）
- 2019年
  - 1月25日 マルセイユ結成5周年NGK初単独ライブ「TRANSITION」（なんばグランド花月）
  - 4月6日 マルセイユ東名阪単独ツアー「INTENSITY」名古屋公演（伏見JAMMIN'）
  - 6月15日 マルセイユ東名阪単独ツアー「INTENSITY」大阪公演（よしもと漫才劇場）
  - 8月6日 マルセイユ東名阪ツアー「INTENSITY」 東京公演（ルミネtheよしもと）
- 2020年
  - 1月30日 マルセイユ単独ライブ「UPSET」（なんばグランド花月）
  - 8月23日 マルセイユ単独ライブ ｢GOLAZO｣（よしもと漫才劇場）
  - 9月22日 マルセイユ単独ライブ ｢HALF SPACE｣（よしもと漫才劇場）
  - 10月25日 マルセイユ単独ライブ ｢VITAL AREA｣（よしもと漫才劇場）
- 2021年
  - 08月22日マルセイユ単独ライブ「Panenka」（よしもと漫才劇場）
  - 12月12日マルセイユ単独ライブ「Fuzzy zone」（よしもと漫才劇場）